# Франко-турецька війна
Франко-турецька війна — бойові дії між французькими експедиційними силами і нерегулярними турецькими військовими формуваннями, що відбувалися з грудня 1918 року по жовтень 1921.

## Передісторія
У 1916 році між країнами Антанти було укладено секретну угоду Сайкса — Піко про післявоєнний поділ Османської імперії, відповідно до якої Ліван, Сирія, північний Ірак і південно-східна Туреччина визнавалися зоною інтересів Франції. У тому ж році було укладено французько-вірменську угоду, відповідно до якої був створений Французький вірменський легіон.

## Результат
У 1921 році Франція підписала з Туреччиною Ангорський договір.